# رودولفو غراتسياني
رودولفو غراتسياني  (بالإيطالية: Rodolfo Graziani)‏، أو غرزياني أو غرسياني، ماركيز نيغيلي (فيليتينو 11 أغسطس/آب 1882 - روما 11 يناير/كانون الثاني 1955) نائب الملك الإيطالي في إثيوبيا ومارشال إيطالي وشخصية سياسية إيطالية، كان المسؤول العسكري الإيطالي الذي قاد القوات الإيطالية في أفريقيا قبل وأثناء الحرب العالمية الثانية وأحد مجرمي الحرب المسؤولين عن مصرع آلاف من الأثيوبيين والليبيين المدنيين.

## حياته
من مواليد فيليتينو إقليم لاتزيو (قرب إتنا) بوسط إيطاليا 70كم شرق روما. لعائلة إيطالية ليس لها أي تقاليد حربية (كان والده موظفا طبيا) وجه من قبل والده لدراسة العلوم الدينية في معهد ديني بمدينة سوبياكو بإقليم لاتزيو، لكنه لم يستمر مفضلاً الانخراط في الخدمة العسكرية بالكتيبة 94 مشاة بروما، في 1 مايو 1904م تمت ترقيته إلى رتبة ملازم أول وأرسل مع الكتيبة 92 مشاة إلى مدينة فيتربو، في عام 1906 أصبح آمر فوج الرماة الأول. في عام 1908 أرسل إلى إرتريا، حيث تعلم اللغتين التغرينية والعربية، الأمر الذي أفاده فيما بعد، لدغته أفعى سامة في عام 1911م، حيث قضى ما يزيد عن العام في وضع صحي سيء، شارك في الحرب الإيطالية التركية، رقي لرتبة رائد وشارك في الحرب العالمية الأولى، جرح عدة مرات، حصل على وسام البسالة العسكرية، في عام 1918م وبعمر 36 عاما رقي لرتبة عقيد، ليكون حينها أصغر عقيد في الجيش الإيطالي، في العشرينات، تولى جرتزياني قيادة القوات الإيطالية في ليبيا وعهدت إليه محاولة اخضاع المجاهدين الليبيين. خلال ما سميت «بالتهدئة» تم إنشاء العديد من معسكرات العمل والمعتقلات الجماعية التي مات فيها عشرات الآلاف من السجناء الليبيين من الجوع أو المرض، إذا لم يقتلوا شنقا أو إعداما بالرصاص. في أثناء الحرب الإيطالية الإثيوبية الثانية (1935-36) تولى جرتزيانى قيادة الجيوش الإيطالية التي اجتاحت إثيوبيا. نجا من محاولة اغتيال في 19 فبراير/شباط 1937 ليصبح معروفا باسم «جزار إثيوبيا» عقب موجة القمع الدموي التي تلت ذلك.

## حياته المهنية
بدأ حياته ضابطا صغيرا، واختير ليكون أحد الضباط المحاربين في ليبيا وكان برتبة عقيد، وازدادت شهرته بعد كل مجزرة ينفذها برجال ونساء ليبيا بين أبناء شعبه وتترقى رتبه العسكرية، فغدا نجما ساطعا في سماء إيطاليا، والبطل الذي لا يعرف الهزيمة، وكان غراتسياني يفتخر ويتباهى بأعماله الوحشية، مؤكدا بأن «أستاذه ومثله الأعلى كان السياسي الإيطالي المراوغ ميكافيللي»،[بحاجة لمصدر] حيث يقول عنه بالخصوص «كلما نسبت أعمالي للوحشية فإني أردد ما جاهر به ميكافيللي العظيم»، قائلا: «كي يحتفظ الأمير بهيبته عليه ألا يعبأ بعار القسوة»،[بحاجة لمصدر] ويعترف أيضا بأن ضميره لم يؤنبه للحظة واحدة عن أعماله الدموية فيقول: لم يحدث أن نمت لليلة هانئة، مثل الليلة التي أكون قد راجعت فيها ضميري، فيما يقولونه عن قسوتي ووحشيتي.
إن شريك غراتسياني في جرائمه ضد الشعب الليبي، دعي آخر هو بادوليو الذي كان حاكم ليبيا العام، ورئيس غراتسياني المباشر، وقد خطط الاثنان بدعم من موسوليني لإبادة الشعب الليبي قتلا وتهجيرا، وتفننا في ابتكار الوسائل لتحقيق ذلك المخطط، فأقاما المحكمة الطائرة التي كانت هيئتها تنتقل من مكان إلى آخر بطائرة خاصة لتحكم بشنق الليبيين على الفور رجالا ونساء في محاكمات صورية، كما أنهما وراء إقامة المعتقلات الجماعية للآلاف من الليبيين، بخاصة سكان الجبل الأخضر، وقد حشروا فيها أكثر من مئة ألف مواطن جلهم من النساء والشيوخ والأطفال. كما أن أكثر هؤلاء المعتقلين ماتوا في معتقلاتهم جوعا ومرضا وقهرا، أو برصاص الطليان ومشانقهم، وكان غراتسياني يقول حين يجد من يعارضه على عمليات الاعتقال الوحشية هذه: «لقد قررت وصممت، ولن أتراجع حتى ولو أدى هذا الإجراء إلى فناء أهالي برقة جميعهم»، وقد ذكر أحد المواطنين الليبيين وهو سالم عمران أبو أشبور:«إن خمسين جثة من الليبيين كانت تخرج كل يوم من معتقل العقيلة الذي كنت معتقلا فيه، وتدفن في حفرة بشكل جماعي، أجل خمسون جثة يوميا كنا نعدها دائما وهؤلاء ماتوا إما شنقا أو رميا بالرصاص أو أهلكهم الجوع أو المرض».
تمت مداهمة نجوع الليبيين من قبل الجنود الإيطاليين، وإجبار سكانها على ترك أراضيهم وممتلكاتهم وسوقهم في قوافل إلى المعتقلات الجماعية المخصصة لهم وكان اشد المعتقلات قسوة هو معتقل العقيلة الشهير الذي اعتقل فيها المجرمين الأكثر خطورة على إيطاليا واقارب المجاهدين وكانت أهم القبائل التي دخلت المعتقل هي قبيلة المنفة وهي قبيلة عمر المختار التي ذاقت أشد أنواع القهر والعذاب، فإن أفراد قبيلة العواقير جمعهم الطليان وأجبروهم على السير على الأقدام إلى مسافة تصل إلى 300 كيلومتر في طرق وعرة أو صحراوية وفي مناخ قاس شديد الحرارة، وكان حين يبطئ كبار السن والضعفاء في المسير، يعمد حراسهم الإيطاليون إلى أخذهم جانبا، وإعدامهم رميا بالرصاص، لأن أوامر غراتسياني كانت شديدة، بحيث لا تسمح بأي تأخير للوصول إلى المواقع المقررة لاعتقالهم، لكن رحلة العذاب والموت هذه لم تكن إلا البداية فالذين وصلوا احياء كان ينتظرهم مسلسل آخر للآلام والإهانة القهر.
قاد غراتسياني عملية الهجوم على مدينة الكفرة مشرفا على الفظائع التي ارتكبت فيها من قبل الجنود الطليان ضد الليبيين المسالمين، وكان غراتسياني يأمر طياريه بإلقاء قنابل الغازات السامة مثل غاز الفوسجين الذي هو مركب من الكربون والكلور، وهو من أشد الغازات فتكا، لأنه أثقل من الهواء ثلاث مرات ونصف، وبالتالي يبقى في شكل سحابة غاز ملامسة للأرض، كما أنه أكثر سمية من الكلور 15 مرة، ويوصف بأنه قاتل للإنسان، ويمكن أن يكون مميتاً حتى ولو كان تركيزه أضعف من ذلك، ويورد المؤلف واحدة من الإحصائيات عن نشاط الطيران الإيطالي ضد الليبيين في الفترة ما بين يناير 1924 إلى يونيو 1925، وقذف الليبيين بالقنابل والغازات السامة وملاحقتهم بالرشاشات كما يلي: قام الطيران الإيطالي في تلك الفترة بـ 3103 طلعة في مجموع ساعات طيران بلغت 2630 ساعة، قطع خلالها 400 ألف كيلومتر، وقذف فيها 22770 أنبوبا متفجرا، و47649 قنبلة حارقة ومتفجرة من بينها الكثير من الغازات السامة، وقد مات المئات من الليبيين خنقا بهذه الغازات المحرمة عالميا.

## في الحرب العالمية الثانية
قاد خلال الحرب العالمية الثانية الجيش العاشر الإيطالي المرابط في ليبيا. أصبح القائد العام لليبيا المحتلة بعد وفاة بالبو في حادث تحطم طائرة في 28 حزيران / يونية 1940. بعد إعلان الحرب أمر موسوليني جرتزيانى باجتياح مصر. ورغم شكوكه حول قدرة الجيش الإيطالي على مواجهة القوات البريطانية، أمر جرتزيانى الجيش العاشر بالهجوم في 13 ايلول / سبتمبر.
استقال من منصبه عام 1940 بعد هزيمة جيشه في «معركة بيضافم».

## مؤلفاته
- نحو فزان
- إعادة احتلال فزان.
- برقة المهدأة.
- ليبيا المفداة
- شمال أفريقيا 1940-1941
- دافعت عن بلدي.

## نهايته
الحرب العالمية الثانية كشفت مدى تفاهة هذا الرجل وجبنه وعدم أهليته القتالية، حين تسبب في إلحاق هزيمة مذلة بإيطاليا في أول معركة له مع الإنجليز على الحدود الليبية المصرية، وتوالت هزائمه حتى تمت تنحيته. وبسبب ما ألحقه بسمعة إيطاليا من عار، قررت لجنة تحقيق إيطالية عليا، إحالته إلى محكمة الحرب، لكن موسوليني منع محاكمته.
كان جرتزياني المارشال الإيطالي الوحيد الذي بقى وفيا لموسوليني بعد انقلاب دينو غراندي. ثم عين وزيرًا للدفاع في الجمهورية الإيطالية وتولى قيادة القوات الإيطالية الألمانية المختلطة.
لكنه بعد غياب موسوليني وانهيار الحكم الفاشي، قبض عليه الطليان وحاكموه وأذلوه ووضعوا الحديد في يديه كما فعل مع عمر المختار. وقد لقي من الإهانة والأذى ما يجل عنه الوصف، وكان أصدق وصف لهذا الدموي ما قاله عنه الملحق العسكري الألماني في روما وهو إينو فون رنتيلين حيث كتب لحكومته يقول: «إن غراتسياني أقام شهرته في ليبيا والحبشة في معارك مع مقاومة شعبية سيئة التسليح لكنها غنية في شجاعتها، لكن هذا الدعي حين وضع في مواجهة جيش نظامي مسلح بأحدث الأسلحة انكشفت قدراته الحربية الحقيقية، فإذا به يتحول من أسطورة إلى أضحوكة، واختفى معه عن المسرح مقتولين أو مأسورين رفقاؤه أمثال ماليتي، وبيرغا نزولي، وغالينا، وبيتاسي مانيلا، وتراكيا، الذين وصلوا مثله إلى أعلى الرتب بسهولة في ميادين استعمارية ضد المدنيين الابرياء».
في نهاية الحرب قضى جرتزياني بضعة أيام في سجن سان فيتورى في ميلانو قبل أن ينقل إلى سيطرة الحلفاء. ثم أعيد إلى أفريقيا وبقي هناك حتى شباط 1946 في سجون الحلفاء في محاولة لحمايته من الاغتيال. وبعد إعادته إلى سجن بروسيدا في إيطاليا حكمت عليه محكمة عسكرية في عام 1950 بالسجن لمدة 19 سنة عقابًا له على التعاون مع النازيين لكنه أطلق سراحه بعد أن قضى بضعة أشهر في السجن. ومات في أحد المستشفيات في روما.

## السينما
مثّل دوره الممثل أوليفر ريد في فيلم أسد الصحراء.

## وصلات خارجية
- رودولفو غراتسياني على موقع الموسوعة البريطانية (الإنجليزية)
- رودولفو غراتسياني على موقع مونزينجر (الألمانية)
- رودولفو غراتسياني على موقع ديسكوغز (الإنجليزية)

| سبقه دومينيكو سيشلياني | نائب حاكم برقة الإيطالي 1934-1930 | تبعه غوليلمو ناسي (فخري) |
| سبقه إيتالو بالبو      | حاكم ليبيا الإيطالية 1941-1940    | تبعه إيتالو غاريبولدي    |
| سبقه بييتر بادوليو     | نائب الملك في إثيوبيا 1937-1936   | تبعه دوق أوستا           |